# Gonzalo Fernandes Oviedo y Valdes

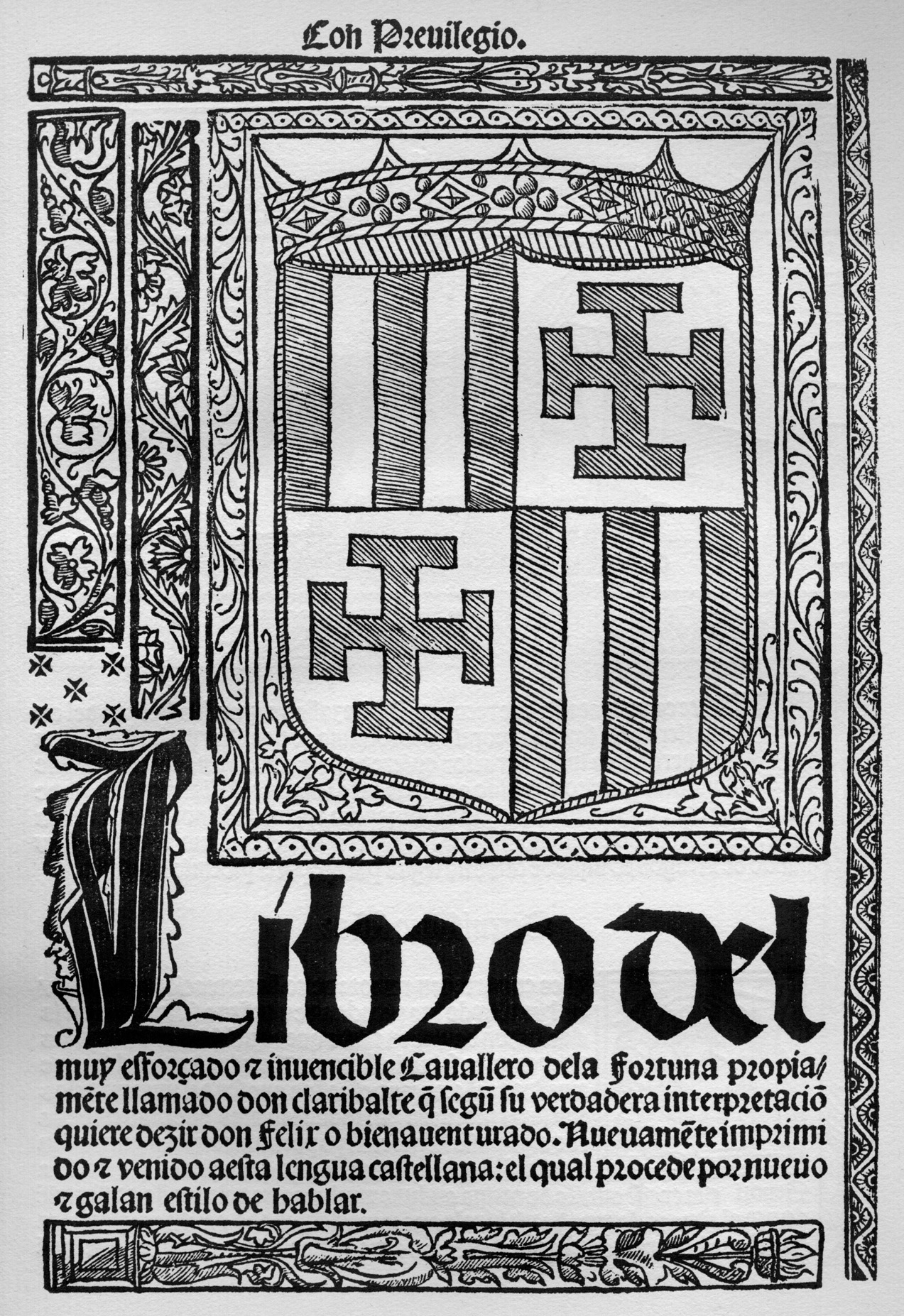
Pierwsza strona dzieła Gonzalo Fernandes Oviedo y Valdes

Gonzalo Fernandes Oviedo y Valdes (ur. 1478, zm. 1557) – hiszpański konkwistador, kronikarz Indii Zachodnich, historyk, kasztelan zamku w San Domingo. 
Gonzalo Fernandes Oviedo y Valdes od roku 1532 piastował oficjalny urząd kronikarza Indii Zachodnich. Nazywany był Hiszpańskim Plutarchem. Do Ameryki przybył w roku 1513 jako osobisty sekretarz gubernatora Castillo del Oro, Pedro Ariasa de Ávila. W jego służbie trwał przez 14 lat. W 1526 roku napisał i wydał w Toledo pierwszą część swojego dzieła historia general y natural de las Indias, islas y tierra-firme del mar oceano (pełna i autentyczna historia Indii, wysp i Tierra Firme w Morzu Oceannym). Dzieło to opisuje wszystkich ważniejszych konkwistadorów hiszpańskich i wydarzeniach, ale jest bezkrytyczne i apologetyczne w stosunku do opisywanych zdarzeń. W roku 1532 został kasztelanem zamku na Santo Domingo. Do niego przesyłano wszystkie raporty o odkryciach. Valdes znał osobiście wszystkich wielkich konkwistadorów, cesarzy i osobistości swojej epoki. Był wrogiem Bartolome de La Casasa, który przeszkodził mu w wydaniu drugiej części jego dzieła Historia general y natural Dzieło w całości zostało wydane dopiero w latach 1851 - 1855. 